# Argiope reinwardti
Argiope reinwardti là một loài nhện trong họ Araneidae.
Loài này thuộc chi Argiope. Argiope reinwardti được Carl Ludwig Doleschall miêu tả năm 1859.